# ملوحة

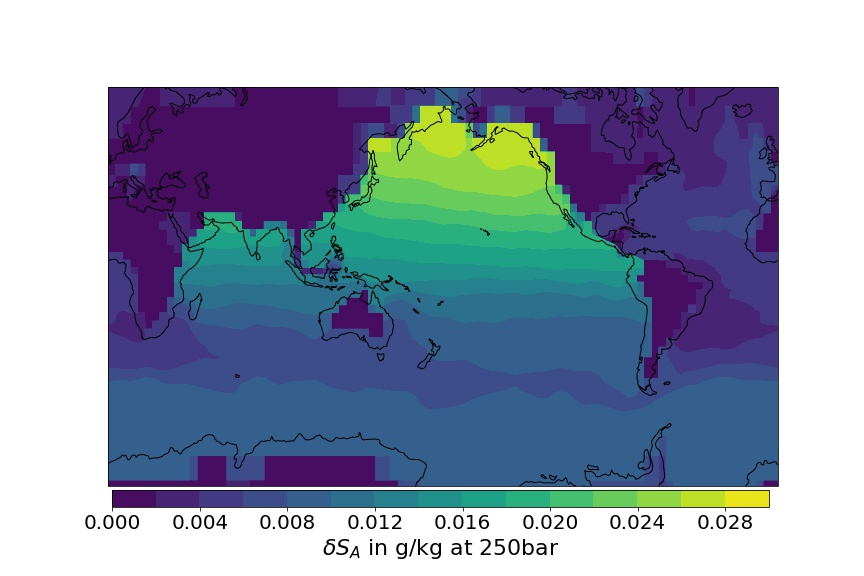
Absolute Salinity Anomaly.

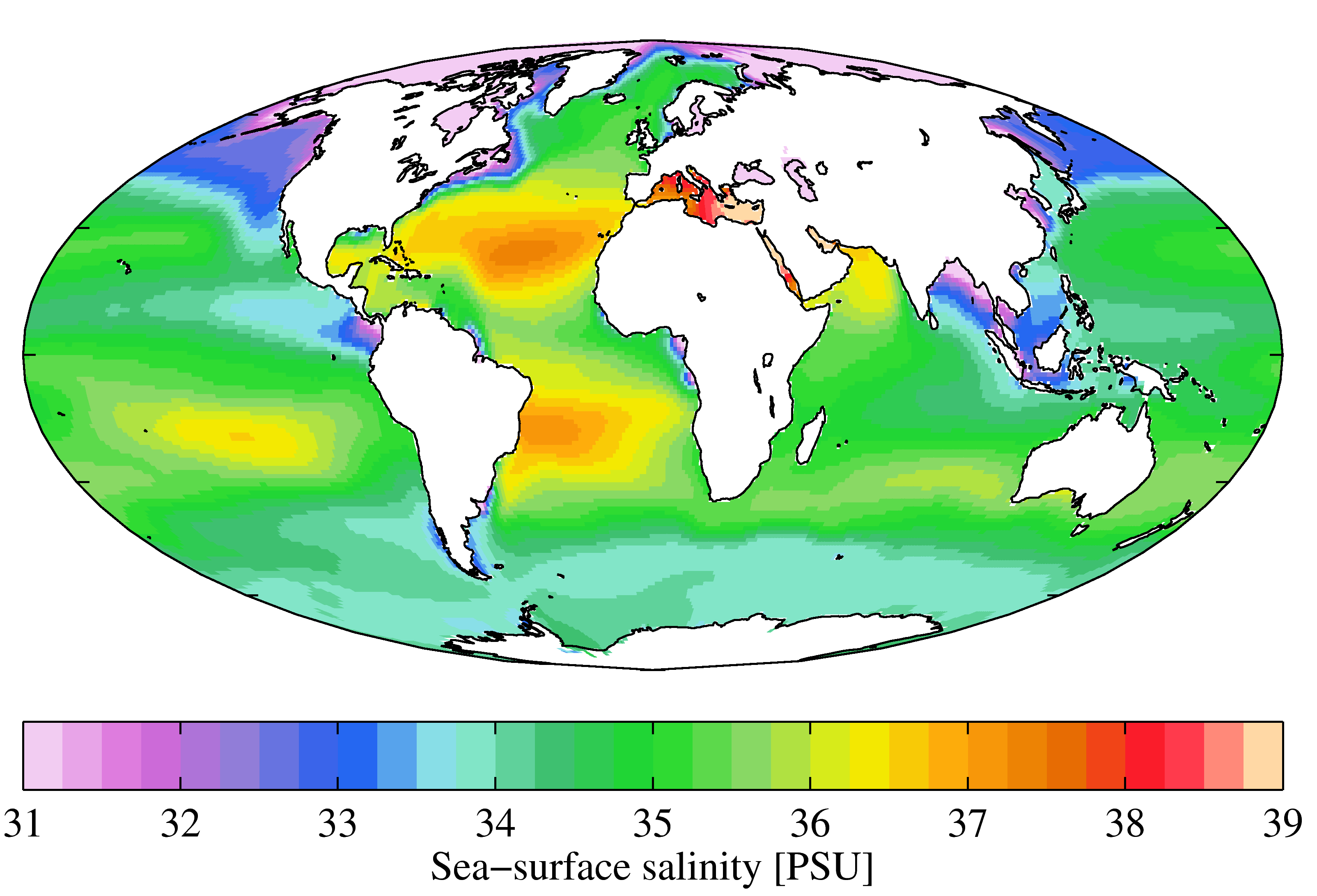
بيانات من أطلس محيطات العالم.

الملوحة هي محتوى الملح الذائب في الماء. وهو مصطلح عام يستخدم لوصف مستويات الأملاح المختلفة مثل كلوريد الصوديوم، وسلفات المغنزيوم، وكبريتات الكالسيوم، وأملاح البيكربونات المختلفة. درجة الملوحة هي وزن الملح الذائب في ألف جزء من ماء البحر (جرام لكل كيلو جرام) وذلك عندما تتحول كل الكربونات إلى أكاسيد ويحل الكلور محل اليود والبروم، وتتأكسد جميع المواد العضوية الموجودة فيه ودرجة الملوحة عادة لا تقدر بالنسبة المئوية وانما تقدر بالنسبة الألفية ويبلغ متوسط درجة الملوحة في البحار والمحيطات 35 جزء في الألف، ويمكننا القول انه يتمثل في كل 1000 جرام من مياه البحر 35 جرام من الأملاح الذائبة. وقد تشير كلمة ملوحة أيضا إلى محتوى التربة من الأملاح. (اقرأ ملوحة التربة).
| ملوحة المياه | ملوحة المياه | ملوحة المياه | ملوحة المياه |
| ماء عذب      | ماء مسوس     | ماء مالح     | أجاج         |
| < 0.05%      | 0.05 – 3%    | 3 – 5%       | > 5%         |
| < 0.5 ‰      | 0.5 – 30 ‰   | 30 – 50 ‰    | > 50 ‰       |
| ------------ | ------------ | ------------ | ------------ |